# Menachem Kohen
Menachem Kohen (hebrejsky: מנחם כהן, žil 5. července 1922 – 11. března 1975) byl izraelský politik a poslanec Knesetu za strany Mapaj, Ma'arach, Izraelská strana práce a opět Ma'arach.

## Biografie
Narodil se v Jeruzalému. Patřil mezi organizátory ilegální imigrace židovských dětí a mládeže ze Sýrie.

## Politická dráha
Vedl oddělení městských čtvrtí v rámci zaměstnanecké rady v Tel Avivu. Zastupoval čtvrť Tel Avivu ha-Tikva v městské samosprávě.
V izraelském parlamentu zasedl poprvé už po volbách v roce 1949, do kterých šel za formaci Mapaj. Mandát ale získal až v květnu 1951, jen několik měsíců před koncem funkčního období Knesetu, jako náhradník. Do činnosti parlamentu již se výrazněji nezapojil. Opětovně byl zvolen až ve volbách v roce 1959, opět za Mapaj. Byl členem výboru pro záležitosti vnitra, výboru pro ekonomické záležitosti a výboru pro veřejné služby. Znovu se v Knesetu objevil po volbách v roce 1961, kdy kandidoval znovu za Mapaj. Stal se členem výboru pro záležitosti vnitra a výboru pro ekonomické záležitosti. Mandát získal i ve volbách v roce 1965, nyní na kandidátce formace Ma'arach. V průběhu volebního období dočasně přešel s celou stranou do poslaneckého klubu Strany práce, aby se pak vrátil k názvu Ma'arach. Byl členem výboru pro záležitosti vnitra, výboru pro veřejné služby a finančního výboru. Ve volbách v roce 1969 poslanecký mandát neobhájil.